# Gibbs Hill Lighthouse
Gibbs Hill Lighthouse ist ein Leuchtturm (englisch Lighthouse) auf Bermuda. Er ist neben St. David’s Lighthouse der größere von nur zwei Leuchttürmen in diesem britischen Überseegebiet.

## Beschreibung
Der 41 m hohe Turm wurde ab 1844 von den Royal Engineers auf der höchsten Erhebung von Grand Bermuda aus Gusseisen errichtet. Das Leuchtfeuer, das am 1. Mai 1846 in Betrieb genommen wurde, hat eine Feuerhöhe von rund 108 m und zeigt als Kennung einen weißen Blitz mit einer Wiederkehr von 10 Sekunden (Fl.W.10s). Die Optik besteht seit 1904 aus einer Fresnel-Linse der 1. Ordnung.
Die Leuchtfeuerwärter wohnten im benachbarten Gebäude. 1964 wurde das Leuchtfeuer an das Stromnetz angeschlossen und automatisiert. Im Notfall kann es von einem eigenen Stromerzeugungsaggregat versorgt werden. 1987 erhielt der Turm eine Radaranlage oberhalb der Laterne; dort ist auch ein Hindernisfeuer für die Luftfahrt installiert.
Durch den Hurrikan Fabian wurde die Optik im September 2003 beschädigt und das Leuchtfeuer musste während der Reparatur bis Mai 2004 außer Betrieb genommen werden.
Der Leuchtturm ist eine Sehenswürdigkeit auf Grand Bahama. Das ehemalige Leuchtfeuerwärterhaus wurde zum Restaurant Lighthouse Tea Room umgebaut und zusätzlich wurde ein Souvenirladen eingerichtet. Die Anlage und der Turm können täglich, außer im Februar, besichtigt werden. Zur Aussichtsplattform führen 185 Stufen.